# Lista över politiska partier i Tyskland
Detta är en lista över politiska partier i Tyskland.

## Partier i Förbundsdagen
|  |  | CDU Christlich Demokratische Union Deutschlands                                                          | 1945 | Armin Laschet                         | center-höger          | kristdemokrati, liberalkonservatism     | 200 / 709 | 23 / 96 |
|  |  | CSU Christlich-Soziale Union in Bayern                                                                   | 1945 | Markus Söder                          | center-höger          | kristdemokrati, konservatism            | 45 / 709  | 6 / 96  |
|  |  | Tysklands socialdemokratiska parti Sozialdemokratische Partei Deutschlands                               | 1863 | Norbert Walter-Borjans Saskia Esken   | center-vänster        | socialdemokrati, tredje vägens politik  | 152 / 709 | 16 / 96 |
|  |  | Alternativ för Tyskland Alternative für Deutschland                                                      | 2013 | Alice Weidel Tino Chrupalla           | höger, högerextremism | nationalkonservatism, högerpopulism     | 88 / 709  | 11 / 96 |
|  |  | FDP Freie Demokratische Partei                                                                           | 1948 | Christian Lindner                     | center, center-höger  | liberalism, klassisk liberalism         | 80 / 709  | 5 / 96  |
|  |  | Vänstern Die Linke                                                                                       | 2007 | Susanne Hennig-Wellsow Janine Wissler | vänster               | demokratisk socialism, antikapitalism   | 69 / 709  | 7 / 96  |
|  |  | Allians 90/De gröna Bündnis 90/Die Grünen                                                                | 1980 | Annalena Baerbock Robert Habeck       | center-vänster        | grön ideologi, pro-europeisk            | 67 / 709  | 21 / 96 |
|  |  | Wir Bürger                                                                                               | 2015 | Jürgen Joost                          | center-höger, höger   | liberalkonservatism, marknadsliberalism | 2 / 709   | 0 / 96  |
|  |  | Die Partei Partei für Arbeit, Rechtsstaat, Tierschutz, Elitenförderung und basisdemokratische Initiative | 2004 | Martin Sonneborn                      | vänster               | humanism, ekosocialism                  | 1 / 709   | 1 / 96  |
|  |  | Fria väljare Freie Wähler                                                                                | 2009 | Hubert Aiwanger                       | center-höger          | konservatism, regionalism               | 0 / 709   | 2 / 96  |
|  |  | Piratpartiet Piratenpartei Deutschland                                                                   | 2006 | Sebastian Alscher                     | synkretisk            | piratrörelsen, direktdemokrati          | 0 / 709   | 1 / 96  |

## Övriga partier
- Nationaldemokratische Partei Deutschlands
- Die Republikaner
- Sydslesvigsk Vælgerforening (Südschleswigscher Wählerverband)